# Staubbindematte
Eine Staubbindematte (auch antibakterielle Matten, Reinraummatte, Klebematte, Klebefolienmatte, Staubfangmatte) dient der Bindung des durch Schuhen oder Rädern verursachten Schmutz. 

## Anwendung
Staubbindematten werden in trockenen, insbesondere inneren Umgebungen zur Schmutzbeseitigung aus Schuhen und Rollwagen- oder Betträdern verwendet. Sie finden ihre Anwendung in Labors, Arztpraxen, Krankenhäusern, in der Produktions- und Lebensmittelindustrie und in Betrieben mit hohen Anforderungen an Reinheit und Einwandfreiheit der Umgebung. Auch kleinste Schmutzpartikeln, Staub und Bakterien bleiben auf der klebrigen Oberfläche haften, als Folge wird der Raum hinter der Matte weniger kontaminiert. Die ideale Länge einer Staubbindematte beträgt drei Abdrücke jeden Fußes.
Die Abmessungen, Stärken und Farbkombinationen unterscheiden sich in Abhängigkeit von Region und Fachgebiet des Einsatzes.

## Typen
Staubbindematten können als temporär oder dauerhaft ausgeführt werden.
- Temporäre Staubbindematten können nur für Innenräume verwendet werden und bestehen aus mehreren Einwegfolien. Die einzelnen Folien werden gegen Beschädigung durch einen festen Teil geschützt. Sie werden aus Mischungen aus Polyolefinharzen hergestellt und haben eine spezielle antibakterielle Klebeschicht. Nach der Verschmutzung der obersten Folie wird diese entfernt. Temporäre Staubbindematten haben typischerweise 30 oder 60 Schichten.
- Dauerhafte Staubbindematten werden aus Polymer, meistens auf Polyester- oder Polyvinylchloridbasis, hergestellt und haben einen klebrigen, mit einem antibakteriellen Stoff imprägnierten Teil. Sie können auch außen verwendet werden und werden mit Bodenreinigungsmitteln gereinigt.